# NGC 94/1
NGC 94/1 је лентикуларна галаксија у сазвежђу Андромеда која се налази на NGC листи објеката дубоког неба.
Деклинација објекта је + 22° 29' 0" а ректасцензија 0h 22m 13,6s. Привидна величина (магнитуда) објекта NGC 94 износи 14,6 а фотографска магнитуда 15,6. NGC 941 је још познат и под ознакама CGCG 479-17, PGC 1423.